# Megalurus albolimbatus
La yerbera del Fly (Poodytes albolimbatus) es una especie de ave paseriforme de la familia Locustellidae endémica de Nueva Guinea.

## Distribución y hábitat
Se encuentra únicamente en el sur de la isla de Nueva Guinea. Su hábitat natural son los lagos y los pantanos de agua dulce.
Está amenazada por la perdida de hábitat.